# هنري بويس
هنري بويس (بالإنجليزية: Henry Boyce)‏ هو محامي وقاضي أمريكي، ولد في 1797 في ديري في أيرلندا الشمالية، وتوفي في 1 مارس 1873 في بويس في الولايات المتحدة.